# Södra Fläcksjöns naturreservat
Södra Fläcksjöns naturreservat är ett naturreservat i Sala kommun i Västmanlands län.
Området är naturskyddat sedan 2021 och är 248 hektar stort. Reservatet ligger söder om Fläcksjön och består av södra delen av sjön och öppna ytor söder därom.